# Акуто (преступность)
Акуто́ (яп. 悪党 Акуто:, «негодяй», «преступник») — широкий термин для обозначения преступников, нарушителей закона и других представителей общества средневековой Японии XIII—XV веков, которые оказывали сопротивление существующему политико-социальному строю.
Одно из первых упоминаний про акуто содержится в 32-й статье правительственного «Сборника наказаний» 1232 года, согласно которому строго запрещалось укрывать «разбойников (акуто)» в своих владениях. В случае обнаружения таких лиц, их предписывалось передавать в управление военного губернатора провинции.
Во 2-й половине XIII века, в период Камакура, особенно в годы Бунъэй (1264—1275) и Коан (1278—1288), преступная деятельность акуто достигла пика в регионе Кинки и прилегающих районах. Их отряды оказывали сопротивление хозяевам частных имений сёэнов и сёгунатовским губернаторам в провинциях. К акуто относили всех, кто противодействовал властям следующим образом:
- отказывался платить дань, оброк или налоги и не выполнял постановлений суда;
- самовольно и разбойничьим образом скашивал злаки на полях;
- отнимал у людей деньги;
- перекрывал дороги;
- вторгался в частные владения — сёэны, присваивал их себе и совершал в них разбой;
- грабил и убивал людей;
- поджигал дома;
- выгонял послов и чиновников из сёэна.

Спонтанная деятельность акуто постепенно перерастала в системное сопротивление режиму сёгуната и хозяевам частных усадеб. Изначально в состав групп акуто входили крестьяне, местная мелкая знать и путешествующие бездомные. Однако со временем социальная база этих групп расширилась за счёт присоединения хозяев сёэнов и самурайских вассалов сёгуната. Сначала группы акуто были объединены кровными узами, но впоследствии они объединялись не на родовой, а на территориальной основе. Их мощные отряды образовывали союзы и восставали против авторитарного режима рода Ходзё.
В 1332—1333 годах, во время восстания годов Гэнко, акуто выступили на стороне императора Го-Дайго против сёгуната. Среди наиболее влиятельных самурайских родов, основную военную силу которых составляли акуто, были Кусуноки и Акамацу.
В период войны южной и северной династий большинство акуто воевали на стороне южной династии. Впоследствии они эволюционировали в союзы провинциальной мелкой знати — куни икки.